# Hartley, Sevenoaks
Hartley är en ort och civil parish i grevskapet Kent i sydöstra England. Orten ligger i distriktet Sevenoaks, cirka 8 kilometer sydväst om Gravesend och cirka 9 kilometer sydost om Dartford. Civil parishen hade 5 409 invånare vid folkräkningen år 2021.